# رمل شریف
رمل شریف (انگلیسی: Ramil Sheriff؛ زادهٔ ۲۶ دسامبر ۱۹۹۳) بازیکن فوتبال اهل بریتانیا است.
از باشگاه‌هایی که در آن بازی کرده‌است می‌توان به باشگاه فوتبال نوریچ سیتی، باشگاه فوتبال تاتنهام هاتسپر، و تیم ملی فوتبال جامائیکا اشاره کرد.
وی همچنین در تیم‌های ملی فوتبال زیر ۲۰ سال و بزرگسالان جامائیکا بازی کرده‌است.